# The Police
The Police (IPA: [ðə pəˈliːs]) sono stati un gruppo musicale formatosi a Londra nel 1977.
La formazione con cui raggiunsero il successo internazionale era composta da: Sting, autore di gran parte dei brani del gruppo, voce solista e bassista; Andy Summers, chitarrista; e lo statunitense Stewart Copeland, batterista. Conobbero l'apice della fama tra la fine degli anni settanta e la prima metà degli ottanta e sono considerati tra i primi gruppi della new wave a raggiungere anche il successo commerciale, proponendo un sound influenzato da punk rock, reggae e jazz. Sono inoltre ritenuti capifila della seconda british invasion degli anni ottanta negli Stati Uniti.
Il gruppo si sciolse di fatto nel 1984, si riunì brevemente nel 1986 per un unico singolo e circa un ventennio più tardi (2007-2008) intraprese un tour mondiale senza nel frattempo produrre nuovo materiale inedito.
Nel corso della loro carriera vendettero circa 75 milioni di dischi, furono tra l'altro premiati con sei Grammy e nel 2003 furono ammessi nella Rock and Roll Hall of Fame statunitense.

## Storia

### La costituzione
Stewart Copeland, figlio di un ex agente della CIA divenuto consulente diplomatico indipendente (Miles Copeland jr.) aveva imparato a suonare batteria e percussioni da adolescente a Beirut. Giunto a Londra alla metà degli anni settanta, partecipò alla vivace scena musicale londinese, acquisendo esperienza in diversi gruppi, il più recente dei quali quello prog dei Curved Air. Tra la fine del 1976 e l'inizio del 1977 Copeland conobbe il cantante e bassista Gordon Matthew Sumner, in arte Sting, che aveva visto mentre si esibiva a Newcastle con i Last Exit, il suo gruppo jazz fusion. Quando Sting si trasferì a Londra, dopo le prime jam session, Copeland arruolò Henry Padovani alla chitarra per fondare i Police.
Il trio così formato registrò il primo singolo Fall Out nel febbraio del 1977 con un budget di 400 sterline. Il singolo uscì per l'etichetta gestita dal fratello di Stewart, Miles Copeland III (futuro manager del gruppo).
Parallelamente Stewart e Sting parteciparono al progetto Strontium 90, organizzato da Mike Howlett, bassista dei Gong, nel quale alla chitarra suonava Andy Summers. L'esperienza impressionò positivamente tanto Sting e Copeland quanto Summers. Poco tempo dopo Summers incontrò Copeland che gli propose di unirsi ai Police in sostituzione di Henry Padovani. Andy Summers tuttavia entrò inizialmente come quarto componente, ma la formazione a due chitarre durò per lo spazio di due concerti. Con l'uscita di Henry Padovani, Sting, Stewart Copeland e Andy Summers si esibirono per la prima volta come trio il 18 agosto 1977 al club Rebecca di Birmingham.
Musicalmente lo stile del gruppo era influenzato dalla cultura punk in voga all'epoca, senza comunque lesinare influenze più raffinate derivanti da reggae e musica jazz, fatto che in un primo momento attirò critiche da parte dei puristi del genere.

### Outlandos d'AmoureReggatta de Blanc

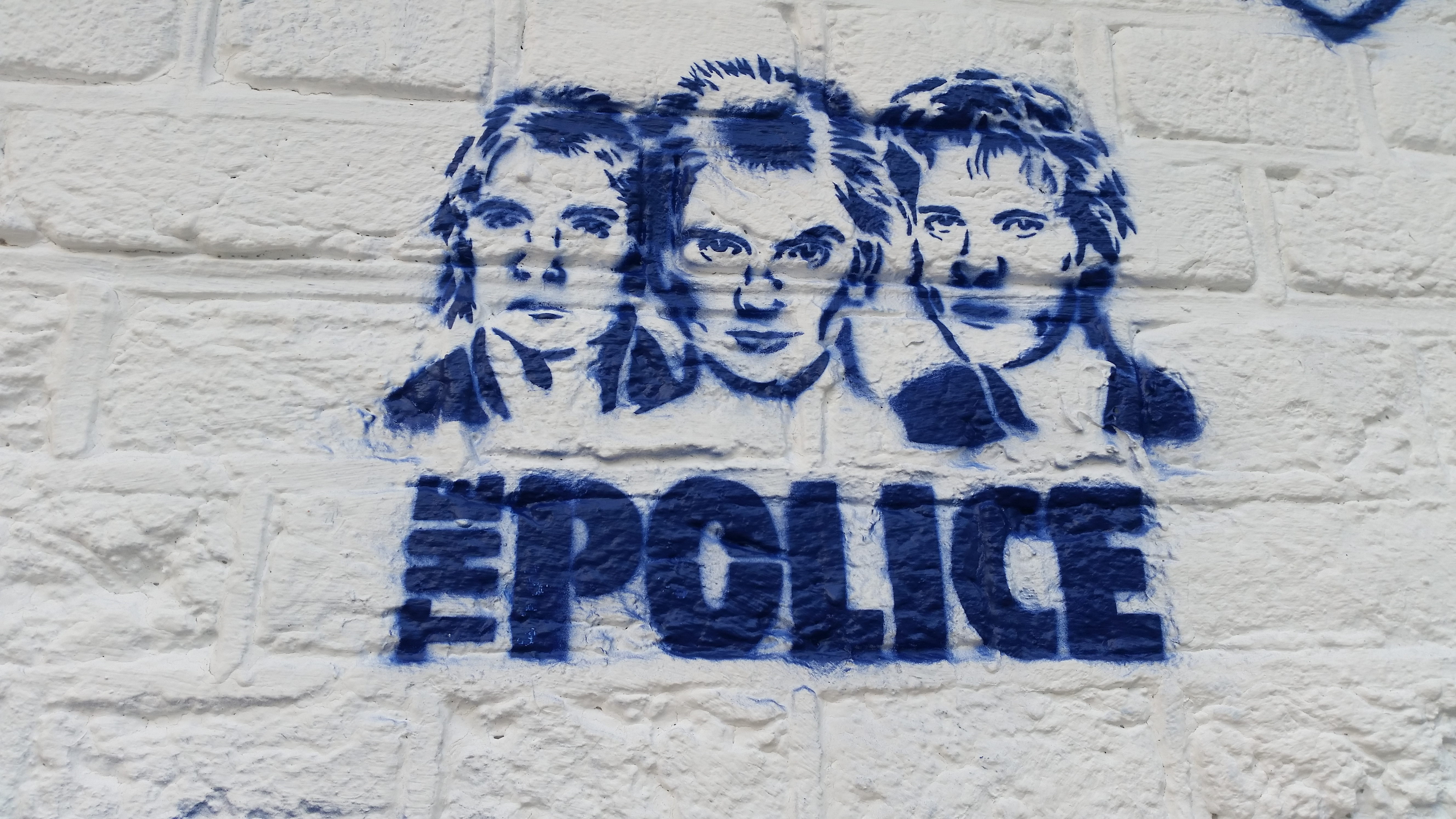
Un murale del gruppo ad Amsterdam

I Police, ancora privi di manager, con un budget estremamente ridotto e senza contratto discografico, decisero di autofinanziarsi un album, Outlandos d'Amour, prodotto da Nigel Gray presso i Surrey Sound Studios. Miles Copeland era inizialmente scettico riguardo alle possibilità di successo del gruppo di suo fratello, ma quando sentì il brano Roxanne (che parla di un ragazzo innamorato che chiede a una prostituta di cambiare vita) intuendone il potenziale commerciale, assunse immediatamente il ruolo di manager di fatto ottenendo un contratto discografico con la A&M Records.
I Police dovettero affrontare l'ostruzionismo delle radio inglesi, che si rifiutavano di trasmettere i loro pezzi. Roxanne fu bandita dalla BBC poiché trattava il tema della prostituzione, così la casa discografica decise di lanciare il secondo singolo Can't Stand Losing You, che tuttavia ricevette la stessa sorte a causa della copertina che mostrava di spalle Stewart Copeland impiccato su un grande cubo di ghiaccio in attesa del suo scioglimento. Malgrado ciò il singolo divenne la prima hit del gruppo, raggiungendo la 42ª posizione della classifica britannica. Nell'ottobre 1978 i Police fecero il loro debutto televisivo nel programma The Old Grey Whistle Test. Poche settimane dopo furono pubblicati l'album Outlandos d'Amour e il terzo singolo So Lonely, che tuttavia fallì l'accesso in classifica.
Nel febbraio 1979 Roxanne fu pubblicato negli Stati Uniti, ottenendo un inaspettato successo radiofonico nonostante il tema trattato, e fu allora che i Police ottennero fama anche in patria. Il gruppo eseguì il brano a Top of the Pops e ristampò il singolo, che stavolta riuscì a ottenere la 12ª posizione della classifica britannica. Seguì la ripubblicazione di I Can't Stand Losing You, che divenne il loro maggior successo, scalando la classifica fino al secondo posto. Verso la fine dell'anno fu ripubblicato anche il singolo di debutto del gruppo, Fall Out, che si attestò alla 47ª posizione.
Nell'ottobre del 1979, il gruppo pubblicò il suo secondo disco, Reggatta de Blanc, che si rivelerà essere un grande successo, riuscendo a raggiungere la vetta della classifica inglese. Anche i due singoli di lancio, Message in a Bottle e Walking on the Moon, si posizioneranno entrambi al primo posto. Elemento fondante e innovativo del disco sono le sonorità "Reggae 'n Roll" come le definì la critica, che sposano le figure ritmiche della musica caraibica con le sonorità timbriche del rock britannico. La traccia strumentale Reggatta de Blanc permetterà ai Police di vincere il loro primo Grammy per la miglior interpretazione rock strumentale.
Nel febbraio 1980 il singolo So Lonely, che si era rivelato un flop al momento della sua uscita nel 1978, fu ripubblicato nel Regno Unito e riuscì a raggiungere il sesto posto in classifica. Parallelamente, la A&M Records decise di stampare il box set Six Pack contenente i primi cinque singoli di successo del gruppo più una versione inedita del brano The Bed's Too Big Without You.

### Zenyatta MondattaeGhost in the Machine

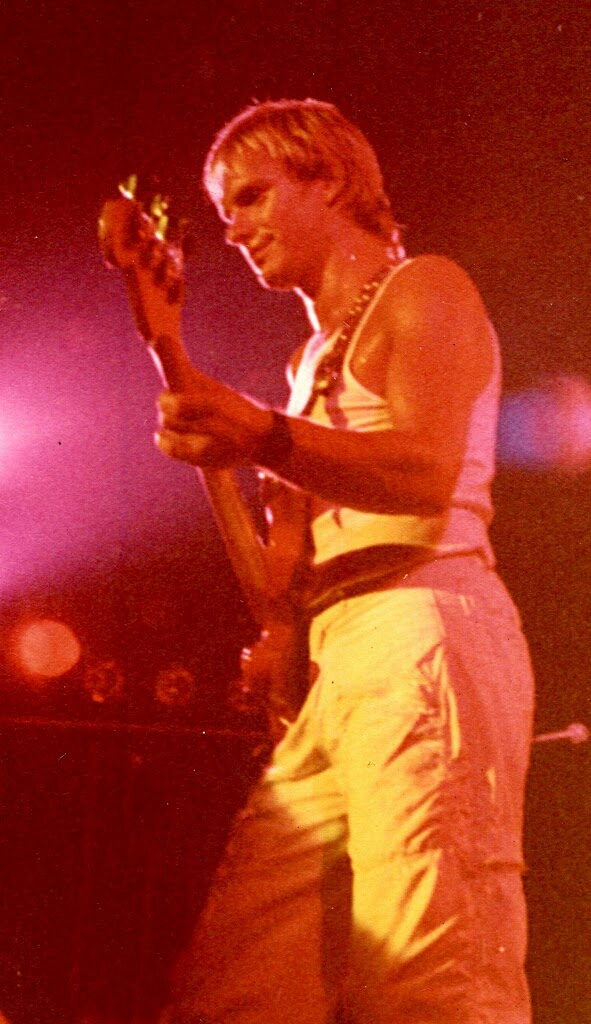
Sting con i Police a Buenos Aires, Argentina, nel 1980

Nel marzo 1980 i Police decisero di partire per il loro primo tour mondiale, comprendendo spettacoli in luoghi esotici come India ed Egitto. L'onda generata dalla loro nuova musica e il tour causarono un'esplosione di popolarità tra i devoti della new wave in tutto il mondo. Il tour verrà immortalato nel documentario The Police Around the World (1982).
Incitati dalla loro compagnia discografica a registrare un nuovo disco con il suggerimento di ritornare a suonare dal vivo dalla fine dell'autunno, i Police pubblicarono velocemente il loro terzo album, Zenyatta Mondatta, realizzato in poche settimane in Olanda per motivi fiscali. L'album divenne il numero uno nel Regno Unito grazie ai singoli Don't Stand So Close to Me e De Do Do Do, De Da Da Da, che vendettero bene anche negli Stati Uniti dove raggiunsero entrambi la top 10 della classifica. A causa dei tempi ristretti di realizzazione, il disco è considerato qualitativamente inferiore e meno ispirato rispetto al precedente. È proprio durante questo periodo che iniziarono a manifestarsi forti tensioni tra i componenti, dovute alle forti personalità e alle idee contrastanti di Copeland e Sting. Sting avrebbe poi detto che Zenyatta Mondatta fu l'ultimo album a cui lavorarono come un "gruppo".
Nel 1981 i Police volarono a Montserrat, nei Caraibi, per incidere il quarto album, Ghost in the Machine con la collaborazione del produttore Hugh Padgham. Il disco, caratterizzato da arrangiamenti complessi ed un suono più ricco rispetto a quello tradizionalmente scarno del trio, vede un largo utilizzo di tastiere e synth, suonati da tutti i componenti. Sting arricchisce inoltre le trame armoniche cimentandosi anche al sassofono. Il risultato è elegante e commercialmente accattivante, e il disco si impone ai vertici delle classifiche, anche in virtù dei singoli Spirits in the Material World e Every Little Thing She Does Is Magic, quest'ultima arricchita dai virtuosismi di Jean Roussel al pianoforte. Il periodo delle incisioni è peraltro ben documentato nella cronaca Police in Montserrat, incluso tra i contenuti speciali del DVD Every Breath You Take, raccolta di tutti i video dei singoli del gruppo.
In quel periodo i membri del gruppo si dedicarono anche a vari progetti paralleli. Sting aveva già debuttato come attore nella trasposizione cinematografica della rock opera dei The Who Quadrophenia. Nel 1982 interpreterà il ruolo di protagonista nel film Le due facce del male di Richard Loncraine, mentre nel 1984 ricoprirà la parte di Feyd-Rautha in Dune di David Lynch. Tra il 1981 e il 1982 Andy Summers lavorerà invece assieme a Robert Fripp per l'album I Advance Masked. Nel 1983 Stewart Copeland realizzerà la colonna sonora del film Rusty il selvaggio di Francis Ford Coppola.

### Synchronicitye lo scioglimento
L'ultimo album, Synchronicity, ritenuto da molti il loro capolavoro insieme a Reggatta de Blanc, venne pubblicato nel 1983. Tra i classici di quest'album spiccano Every Breath You Take, Wrapped Around Your Finger, King of Pain e Synchronicity II. Al tempo i Police erano considerati il miglior gruppo musicale rock del mondo L'album rimase in vetta alla Billboard 200 per 17 settimane, interrompendo il dominio in classifica di Michael Jackson con Thriller. Il singolo Every Breath You Take fu il più venduto dell'anno negli Stati Uniti.
I Police raggiunsero la vetta della propria fama con un concerto tutto esaurito di 70.000 persone allo Shea Stadium di New York il 18 agosto 1983. Ai Grammy Awards 1984 l'album ricevette un totale di cinque candidature, trionfando in quelle relative alla miglior performance rock di un duo o un gruppo, miglior interpretazione vocale di gruppo e canzone dell'anno per Every Breath You Take.
A causa delle sempre crescenti tensioni interne, all'apice del successo il gruppo si separò a conclusione del concerto tenuto a Melbourne il 4 marzo 1984. Anche se non si tratta di uno scioglimento ufficiale, ogni membro intraprese di fatto una carriera solista. Sting diede vita a un progetto jazz che sfociò nel suo album di debutto The Dream of the Blue Turtles nel 1985. Il disco ottenne successo internazionale e sancì la fama di Sting indipendentemente dal gruppo. Summers e Copeland continuarono a lavorare parallelamente a diversi altri progetti, incidendo album in proprio e contribuendo alla realizzazione di colonne sonore.
Nel 1986 i tre parteciparono a tre concerti organizzati da Amnesty International, esibendosi anche insieme agli U2, dopodiché si diffuse la notizia che fossero tornati in studio per registrare un nuovo album. Tuttavia i costanti dissapori interni, uniti al fatto che Copeland si fratturò una clavicola cadendo da cavallo alla vigilia delle sedute di registrazione, bloccarono di fatto il progetto. Ne venne fuori solo una nuova versione di Don't Stand So Close to Me e l'album preannunciato si trasformò così in una raccolta dal titolo: Every Breath You Take: the Singles che includeva il nuovo singolo.
Successivamente, nel 1993, uscì Message in a Box: The Complete Recordings, quadruplo cofanetto contenente l'intera discografia, compresi diversi inediti, mentre nel 1995 il doppio album dal vivo Live!, contenente un disco con brani eseguiti durante il tour di Reggatta de Blanc e un secondo con pezzi relativi al periodo di Synchronicity.
I Police suonarono ancora insieme nel 1992 in occasione del matrimonio di Sting, mentre il 10 marzo 2003 furono ammessi nella Rock and Roll Hall of Fame, circostanza che li vide tornare insieme sul palco del Waldorf Astoria Hotel di New York per eseguire tre loro classici: Roxanne, Message in a Bottle ed Every Breath You Take.

### Reunione ultimo concerto

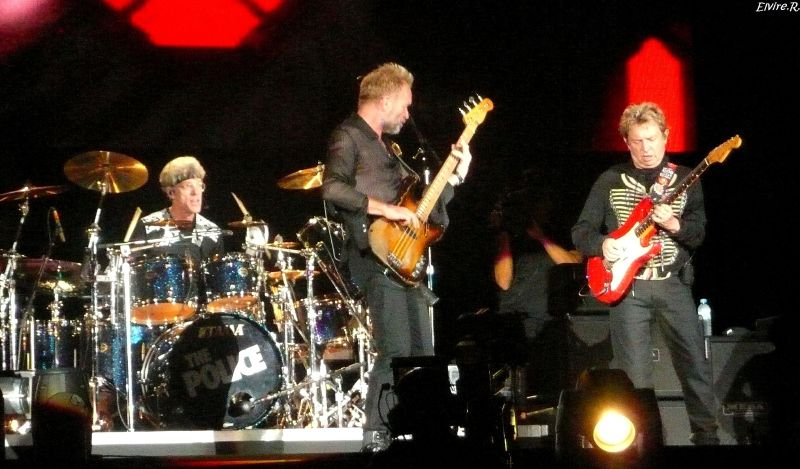
I Police in concerto a Marsiglia il 3 giugno 2008

La separazione del 1984 non fu mai ufficializzata, tanto che in seguito i Police suonarono assieme in diverse occasioni. Nonostante i ben noti dissidi interni al gruppo, i tre membri avevano infatti mantenuto negli anni un rapporto di rispetto reciproco. Nel febbraio 2007, dando seguito a voci di una possibile reunion in occasione del loro trentesimo anniversario i Police aprirono la serata di premiazione dei Grammy Award al grido di "Ladies and Gentlemen, we are the Police and we are back!" eseguendo successivamente Roxanne In occasione del trentennale dalla pubblicazione del primo singolo, Fall Out, il giorno successivo seguì l'annuncio di un tour mondiale, seguito da una nuova esibizione dal vivo.
I tre effettuarono concerti in Canada, Stati Uniti, Europa e Oceania durante la seconda metà del 2007. Il 7 luglio 2007, il gruppo si esibì a New York in occasione del Live Earth chiudendo il concerto durato 24 ore. In occasione della data di Parigi, il gruppo venne raggiunto sul palco dall'ex chitarrista Henry Padovani per il bis finale di Next to You suonando come quartetto. Il 2 ottobre, compleanno di Sting, i Police si esibirono allo Stadio delle Alpi di Torino di fronte a 65.000 fan. Il successo del tour spinse alla sua prosecuzione fino all'estate 2008. Il reunion tour dei Police divenne all'epoca il terzo tour con il maggiore incasso di sempre grazie agli oltre 3,7 milioni di biglietti staccati e un ricavato di circa 358 milioni di dollari.
La voce secondo cui i Police avrebbero inciso un album di inediti fu smentita dallo stesso Andy Summers nel settembre del 2007. Nel novembre 2008 venne pubblicato Certifiable: The Police Reunion Live in Argentina distribuito in DVD e CD, contenente la registrazione del concerto a Buenos Aires e il documentario Better Than Therapy sulla reunion del gruppo.
Il 7 agosto 2008 i Police tennero l'ultimo concerto del loro tour al Madison Square Garden di New York, al quale assistettero oltre 20.000 fan. Al termine, giunse l'annuncio dello scioglimento definitivo.

## Stile musicale e riconoscimenti
I Police hanno esordito come punk rock act ma si sono presto evoluti verso uno stile musicale più ampio, incorporando elementi reggae, pop e new wave nel proprio sound. Il critico Stephen Thomas Erlewine di AllMusic scrive che i Police erano punk rock solo "nel senso più libero del termine". Il portale Ondarock definisce il sound dei Police "fuori dagli schemi" e che "non possono essere definiti un gruppo totalmente rock, non possono nemmeno essere liquidati come un semplice gruppo pop, non sono mai stati veramente punk". I Police vengono riconosciuti come il gruppo musicale britannico  di maggior successo commerciale dei primi anni ottanta.
Nel 2003, nel loro primo anno di eleggibilità, i Police furono ammessi nella Rock and Roll Hall of Fame. Nel 2004 Rolling Stone li classificò settantesimi nella sua lista dei cento migliori artisti di tutti i tempi; ancora secondo Rolling Stone quattro loro album sono tra i cinquecento migliori al 2014: Ghost in the Machine (323º) Reggatta de Blanc (372º) Outlandos d'Amour (428º) e Synchronicity (448º) Nella lista dei 500 migliori brani musicali compaiono invece Every Breath You Take (84º posto) e Roxanne (388º posto). Message in a Bottle è presente inoltre al 65º posto nella lista delle 100 migliori canzoni con chitarra.

## Formazione
Storica
- Sting – voce, basso; tastiere, contrabasso, sassofono (1977-1984, 1986, 2007-2008)
- Andy Summers – chitarra; tastiere, cori (1977-1984, 1986, 2007-2008)
- Stewart Copeland – batteria; percussioni, cori (1977-1984, 1986, 2007-2008)

Ex componenti
- Henry Padovani – chitarra (1977)

## Discografia

### Album in studio
- 1978 – Outlandos d'Amour (A&M/CBS)
- 1979 – Reggatta de Blanc (A&M/CBS)
- 1980 – Zenyatta Mondatta (A&M/CBS)
- 1981 – Ghost in the Machine (A&M/CBS)
- 1983 – Synchronicity (A&M/CBS)

### Raccolte ufficiali
- 1986 – Every Breath You Take: the Singles
- 1992 – Greatest Hits
- 1995 – Every Breath You Take: The Classics
- 1997 – The Very Best of Sting & The Police
- 2007 – The Police
- 2018 – Every Move You Make: the Studio Recordings

### Album dal vivo
- 1995 – Live!
- 2008 – Certifiable: The Police Reunion Live in Argentina
- 2022 – The Police Around the World

## Videografia
- 1982 – Police Around the World
- 1984 – Synchronicity Concert
- 1986 – Every Breath You Take: The Videos
- 1992 – The Police Greatest Hits
- 1995 – Outlandos to Synchronicities: A History of The Police Live
- 1997 – Live Ghost in the Machine
- 2002 – Live at the Hatfield Polytechnic
- 2003 – Every Breath You Take - The DVD
- 2005 – Synchronicity Concert (DVD)
- 2006 – Everyone Stares: The Police Inside Out (DVD)
- 2008 – Certifiable: The Police Reunion Live in Argentina (DVD)
- 2013 – Can't Stand Losing You: Surviving The Police (DVD)

## Tournée
- 1977-1980 – The Police Around the World Tour
- 1980-1981 – Zenyatta Mondatta Tour
- 1981-1982 – Ghost in the Machine Tour
- 1983-1984 – Synchronicity Tour
- 2007-2008 – The Police Reunion Tour